# Analytické váhy
Analytické váhy jsou zařízení sloužící k velmi přesnému vážení. Využívají se zejména v laboratořích.

## Historie

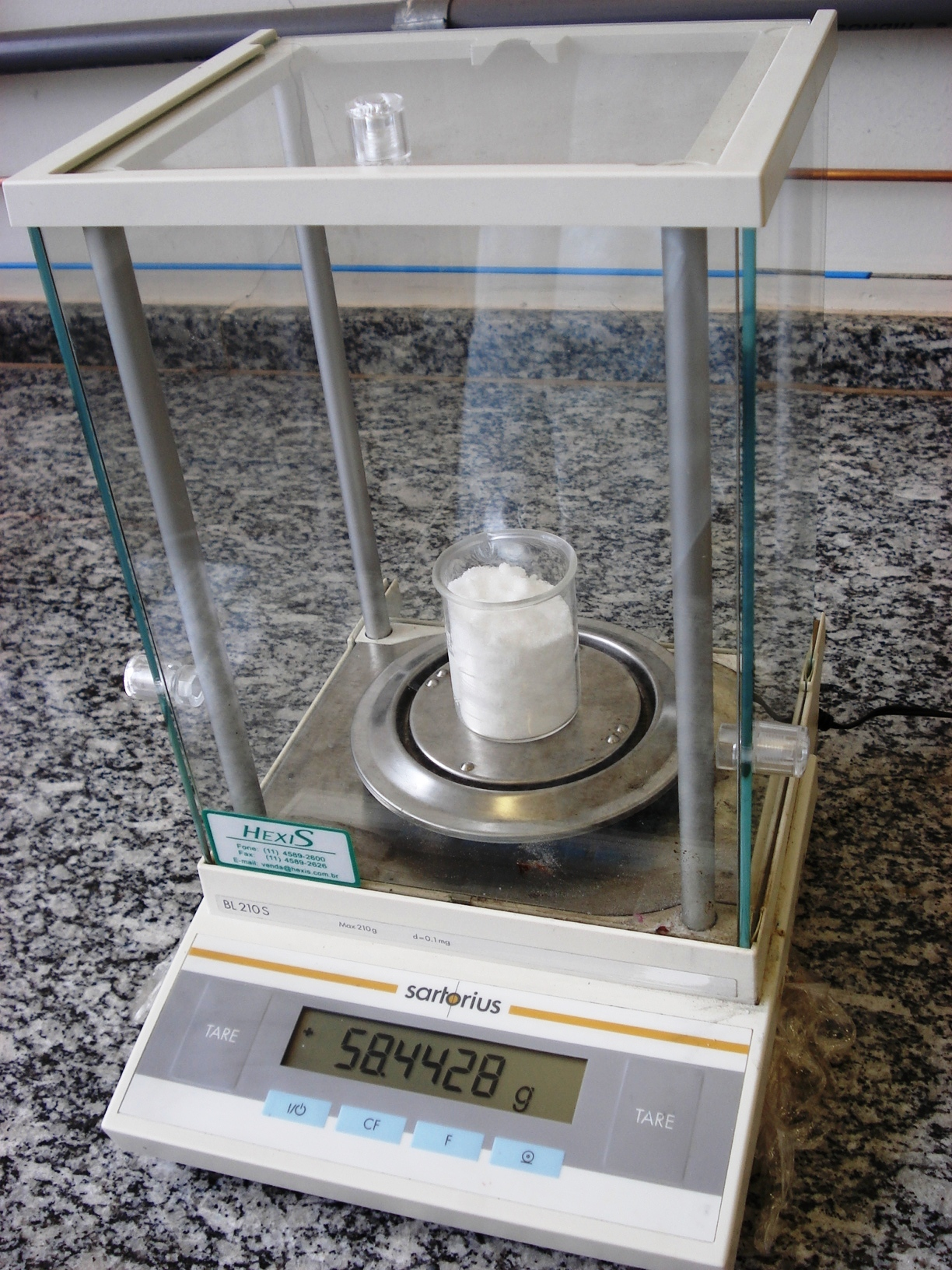
Moderní analytické váhy

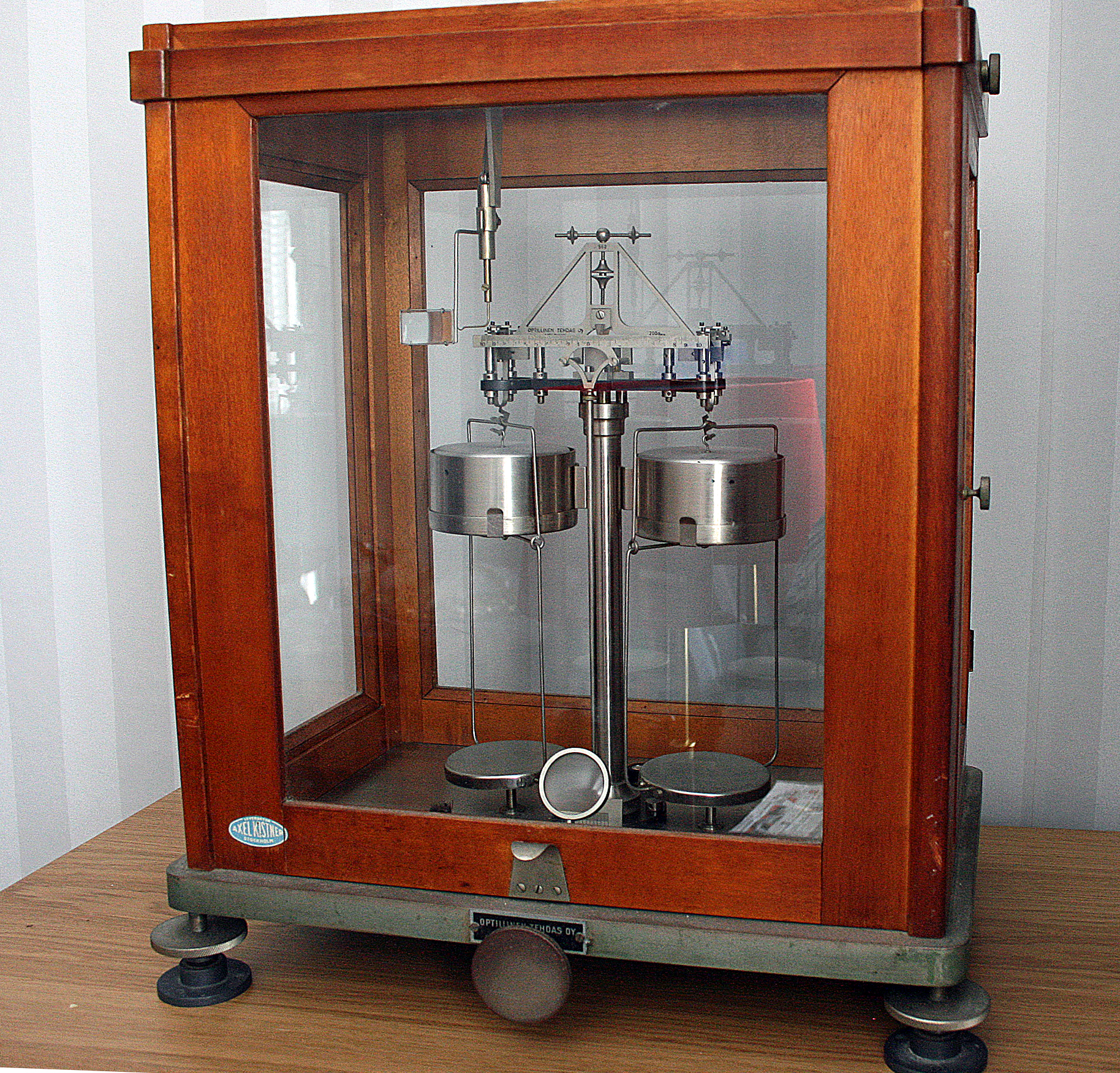
Mechanické analytické váhy

Původní mechanické analytické váhy vynalezl v polovině 18. století skotský fyzik a chemik Joseph Black.

## Moderní zpracování
Moderní analytické váhy jsou digitální. Miska vah (s rozlišením 0,1 mg nebo lepší) se nachází v uzavřeném prostoru s posuvnými dvířky. Dochází tak k minimalizaci odchylek měření způsobených vlivem prachu a turbulentního proudění vzduchu. Měřený vzorek musí mít pokojovou teplotu, aby nedocházelo ke zdánlivému snížení jeho hmotnosti vlivem konvekčních proudů.
Elektronické analytické váhy neměří skutečnou váhu měřeného objektu, nýbrž sílu nutnou na její vyrovnání. Z tohoto důvodu je nutná kalibrace vzhledem k drobným změnám gravitačního působení v závislosti na nadmořské výšce a zeměpisné šířce.